# Língua cáucaso-albanesa
A língua cáucaso-albanesa é uma língua extinta membro das línguas caucasianas do nordeste. Foi falada no Reino da Albânia, que se estendia do atual sul do Daguestão (Rússia) até o Azerbaijão, passando pelo território da atual Geórgia, e também por principados e reinos da região, como o Reino de Hereti. Linguistas acreditam que a albanesa caucasiana é uma predecessora linguística de línguas do extremo leste da Europa e que ela é a primitiva da língua udi. Foi amplamente distribuído na região do Cáucaso, principalmente durante os séculos X a XII, utilizada amplamente na margem esquerda do rio Cura. A língua cáucaso-albanesa foi, gradualmente, substituída pelos dialetos turcos e pelas línguas arménia, georgiana e azeri, até cair em desuso e desaparecer por volta do século VIII.
Em 1996, Zaza Aleksidze, do Centro de Manuscritos de Tbilisi, capital da Geórgia, descobriu um palimpsesto no Mosteiro Ortodoxo de Santa Catarina, no Monte Sinai, Egito, com um roteiro desconhecido. Ele passou a estudar a escrita do palimpsesto em Tbilisi, identificando o alfabeto como cáucaso-albanês, e argumentando que o manuscrito era um lecionário cristão primitivo datado aproximadamente dos séculos V ou VI. O lecionário pode ser o mais antigo existente na religião cristã. Os linguistas Jost Gippert e Wolfgang Schulze se envolveram no estudo do alfabeto cáucaso-albanês e nos escritos do palimpsesto. Um equipamento especializado de raio-x com musis foi utilizado, o que tornou possível ler os textos do palimpsesto escrito em cáucaso-albanês na sua totalidade. A lista dos nomes dos meses do ano em cáucaso-albanesess, que sobreviveram em um grande número de manuscritos medievais, deu uma das pistas para o idioma.
Além dos palimpsestos encontrados no Monte Sinai, no Egito, amostras mais conhecidas de escritos em cáucaso-albanês foram encontradas em 1949 durante escavações na região de Mingacevir, no noroeste do Azerbaijão. Entre as conhecidas palavras cáucaso-albanesas estão zow (próprio, própria) e avel-om (muito, bastante). Outra das amostras de texto decifrados da língua incluem um trecho da Segunda Epístola aos Coríntios.